# Kozlany (okres Vyškov)
Obec Kozlany se nachází v okrese Vyškov v Jihomoravském kraji. Žije zde 399 obyvatel.

## Historie

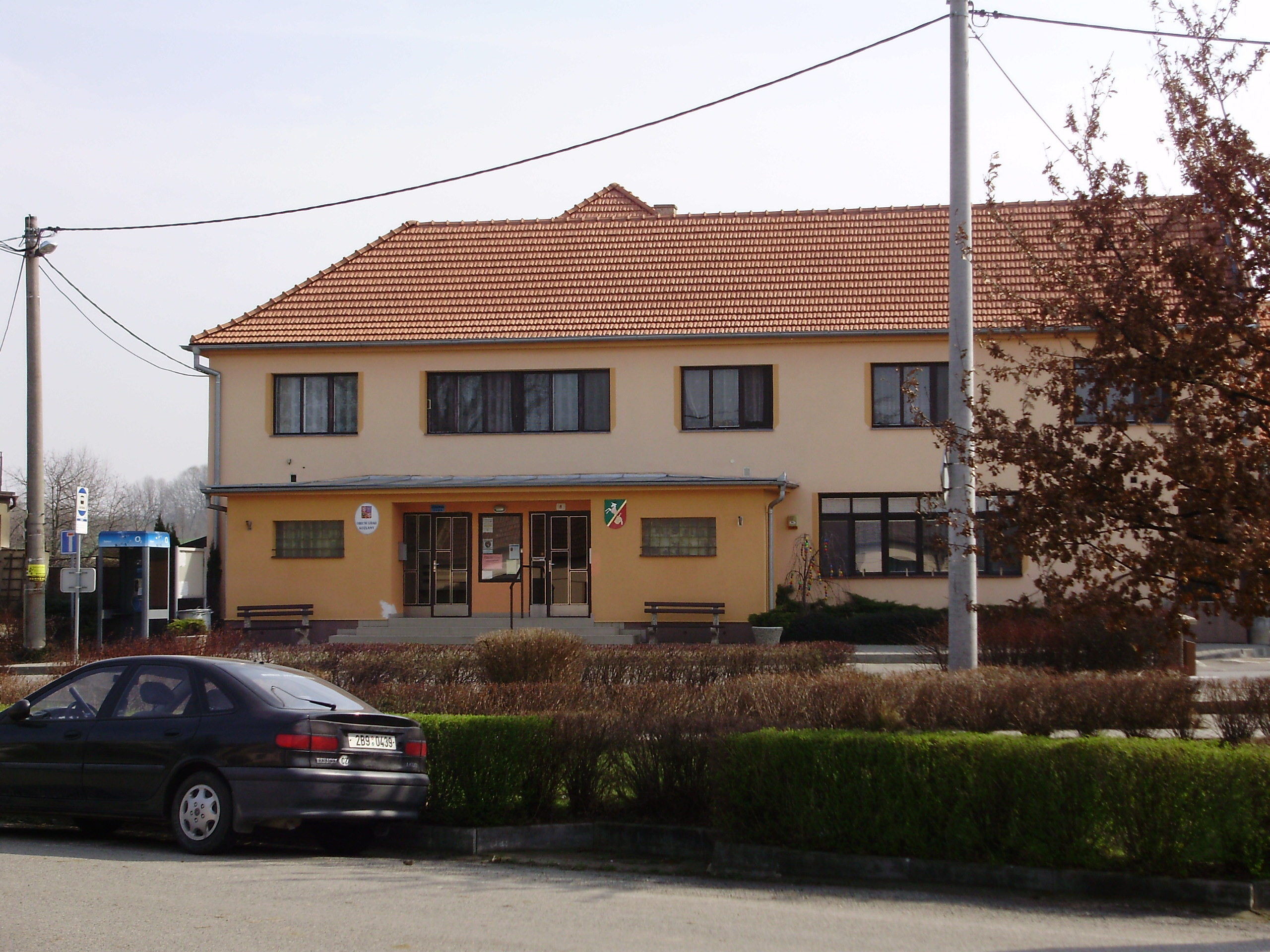
Obecní úřad Kozlany

První písemná zmínka o obci pochází z roku 1360. Toho roku poukázal Svatoch z Nezamyslic svému zeti Rackovi z Bičic na dvou zdejších lánech 3 kopy ročních úroků. V roce 1373 dal Jan z Nezamyslic pojistit v Kozlanech své manželce Markétě 30 kop úroků. V roce 1376 prodali bratři Jan a Oneš z Nezamyslic klášteru Augustiánů na Starém Brně 9 lánů zdejších, 8 domků, hospodu, půl lázní s lesy, lukami a pastvinami.

## Obyvatelstvo

### Struktura
V obci k počátku roku 2016 žilo celkem 341 obyvatel. Z nich bylo 172 mužů a 169 žen. Průměrný věk obyvatel obce dosahoval 43,4 let. Dle Sčítání lidu, domů a bytů, provedeného v roce 2011, žilo v obci 300 lidí. Nejvíce z nich bylo (14,7 %) obyvatel ve věku od 50 do 59 let. Děti do 14 let věku tvořily 10,7 % obyvatel a senioři nad 70 let úhrnem 7,3 %. Z celkem 268 občanů obce starších 15 let mělo vzdělání 41,4 % střední vč. vyučení (bez maturity). Počet vysokoškoláků dosahoval 8,6 % a bez vzdělání bylo naopak 0 % obyvatel. Z cenzu dále vyplývá, že ve městě žilo 150 ekonomicky aktivních občanů. Celkem 86,7 % z nich se řadilo mezi zaměstnané, z nichž 68 % patřilo mezi zaměstnance, 2 % k zaměstnavatelům a zbytek pracoval na vlastní účet. Oproti tomu celých 45,3 % občanů nebylo ekonomicky aktivní (to jsou například nepracující důchodci či žáci, studenti nebo učni) a zbytek svou ekonomickou aktivitu uvést nechtěl. Úhrnem 125 obyvatel obce (což je 41,7 %), se hlásilo k české národnosti. Dále 92 obyvatel bylo Moravanů a 1 Slováků. Celých 124 obyvatel obce však svou národnost neuvedlo.
Vývoj počtu obyvatel za celou obec i za jeho jednotlivé části uvádí tabulka níže, ve které se zobrazuje i příslušnost jednotlivých částí k obci či následné odtržení.
| Místní části   | Místní části | 1869 | 1880 | 1890 | 1900 | 1910 | 1921 | 1930 | 1950 | 1961 | 1970 | 1980 | 1991 | 2001 | 2011 |
| -------------- | ------------ | ---- | ---- | ---- | ---- | ---- | ---- | ---- | ---- | ---- | ---- | ---- | ---- | ---- | ---- |
| Počet obyvatel | část Kozlany | 465  | 499  | 550  | 571  | 587  | 525  | 479  | 445  | 457  | 428  | 397  | 379  | 321  | 300  |
| Počet domů     | část Kozlany | 83   | 90   | 92   | 96   | 104  | 105  | 108  | 118  | 117  | 120  | 118  | 122  | 129  | 133  |

## Pamětihodnosti
- Kaple svatého Floriána na návsi